# Corona di Enrico IV

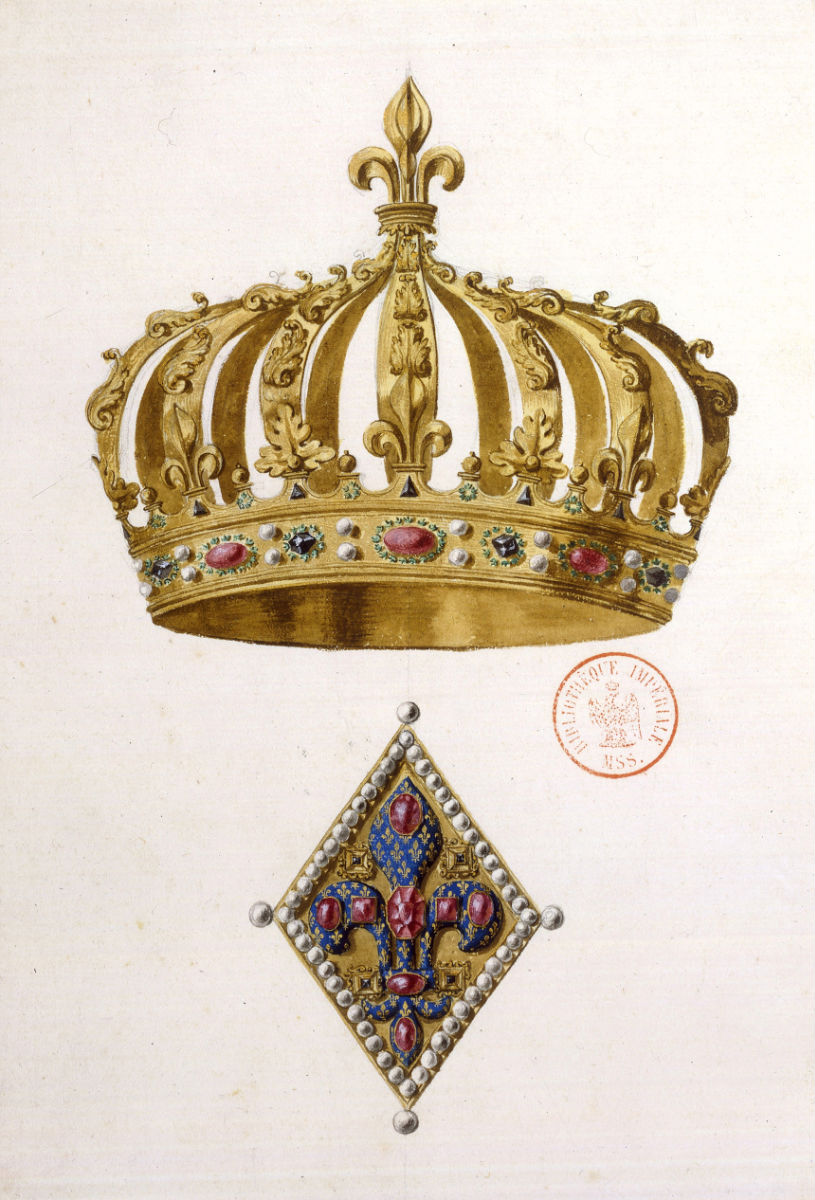
Corona di Enrico IV; sotto, il fermaglio dell'incoronazione dei re di Francia.

La corona di Enrico IV era un'antica corona reale, creata nel 1594, parte delle insegne del Regno di Francia, che fu distrutta nel 1793, durante la Rivoluzione francese. In realtà si riferisce a due corone dall'aspetto simile.

## Storia
La corona di Enrico IV era una corona d'incoronazione creata appositamente per l'incoronazione di Enrico IV.
Infatti, poiché i leghisti occupavano le città di Reims e Parigi e detenevano il tesoro di Saint-Denis, non era possibile per Enrico IV utilizzare la corona di San Luigi o la corona di Carlo Magno, essendo queste nelle mani dei suoi avversari. Enrico IV dovette essere incoronato a Chartres dal vescovo della città, Nicolas le Thou, il 27 febbraio 1594 (è uno dei tre re di Francia incoronati altrove che a Reims e Parigi). Per l'occasione, il re fu unto con l'olio santo di Marmoutier e furono confezionati nuovi abiti reali, due corone (una d'oro, l'altra di vermeil), uno scettro e una mano di giustizia (che il re avrebbe poi donato all'abbazia di Saint-Denis).
Questa corona, realizzata per l'incoronazione di Enrico IV a Chartres, presentava 12 semiarchi decorati con foglie, 6 gigli e 6 foglie d'acanto. Sei smalti rossi e sei smalti blu, che imitavano rubini e zaffiri, erano separati da piccole sfere di smalto bianco, simili a perle.
Esisteva anche una seconda corona di Enrico IV: era identica alla prima, ma fatta di vermeil e non più d'oro, e senza gli archi che si estendevano dai gigli e dalle foglie d'acanto. Più leggera, venne utilizzata durante il banchetto successivo all'incoronazione. Le due corone furono fuse nel 1793.